# Sostanza secca

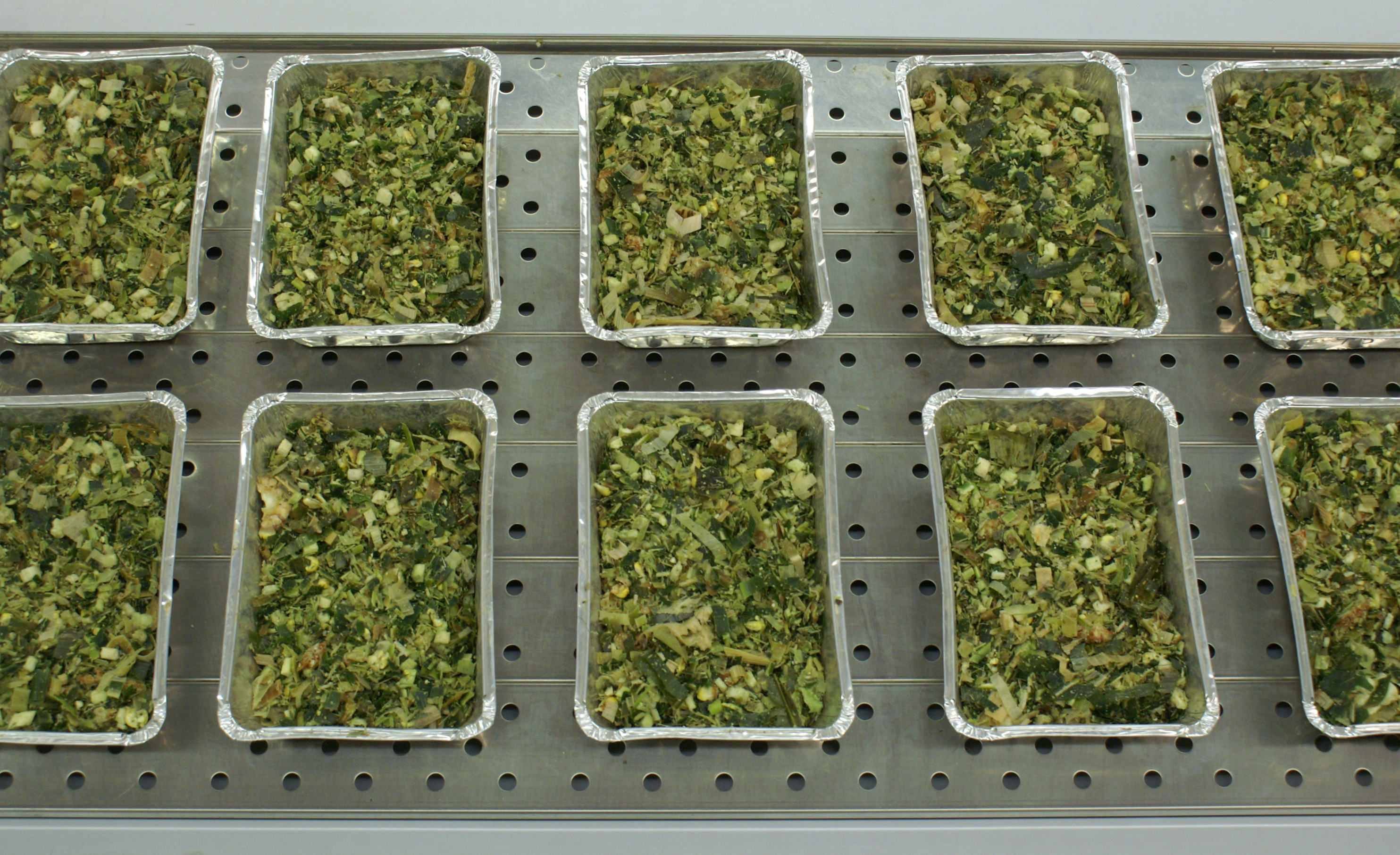
Batteria di campioni di paglia di mais pronti per la determinazione della sostanza secca in funzione della produzione di energia

La sostanza secca (anche detta residuo secco o frazione secca) in un campione di materiale (liquido o solido) è quella parte del campione che residua dopo l'allontanamento dell'acqua.
La percentuale di sostanza secca è evidentemente molto variabile; essa si colloca ad esempio tra il 5 e il 10 % in molti vegetali e raggiunge circa il 45 % in un essere umano adulto. In alcuni materiali, quali ad esempio la sabbia, essa sfiora invece il 100 %.

## Determinazione della sostanza secca
Il tenore di sostanza secca viene espresso come percentuale del peso del campione esaminato.
Esso viene determinato con una stufa termoregolata sotto vuoto o a pressione atmosferica, una bilancia analitica di precisione e una capsula metallica o in porcellana atta a contenere il campione da analizzare.
L'essiccazione del campione, preventivamente pesato, avviene in genere a 70° e deve durare almeno 4 ore. Al termine dell'essiccazione quanto resta nella ciotola viene nuovamente pesato e il tasso di sostanza secca può essere ricavato con la formula:
- {\displaystyle {\mbox{sostanza secca}}\;(\%)={\frac {P^{\prime }}{P}}\,{100}}

P´ = Peso in grammi del campione dopo la disidratazione.
P = Peso in grammi del campione prima della disidratazione.
L'umidità del campione è la percentuale di acqua in esso contenuta. Essa viene calcolata per differenza sottraendo a 100 il tenore in sostanza secca determinato con la metodologia sopra indicata.

## Usi del tenore in sostanza secca
Il tenore in sostanza secca viene in genere indicato nell'etichettatura di molti prodotti ed in particolare di quelli destinati all'alimentazione umana o animale.
Dato che in alcuni prodotti alimentari (come ad esempio il latte) il tenore in sostanza secca si mantiene relativamente costante, la sua misurazione permette di smascherare grossolani tentativi di frode.
Esprimendo il peso di un materiale al netto della sua umidità il tenore in sostanza secca è inoltre utile per confrontare l'effettivo valore di partite di prodotti agricoli (ad esempio cereali o foraggi) in termini di elementi nutritivi.
Il valore del residuo fisso a 100° delle acque minerali può essere assimilato a quello di sostanza secca.